# Ersatzkorps
Das Ersatzkorps war ein im Zuge der Mobilmachung kurzzeitig existierender Großverband der Preußischen Armee zu Beginn des Ersten Weltkrieges.

## Geschichte
Im August 1914 wurde Ludwig von Falkenhausen im Zuge der Mobilmachung als Kommandierender General des Ersatzkorps der 6. Armee mit insgesamt drei Ersatz-Divisionen ernannt. Das Kommando des Ersatzkorps wurde am 17. September 1914 in die Armeeabteilung Falkenhausen überführt, die später als Armeeabteilung A in der Heeresgruppe Herzog Albrecht bezeichnet wurde und ab Kriegsmitte im Südabschnitt der Westfront zwischen Verdun und der schweizerischen Grenze eingesetzt war.

## Kommandierender General
| Dienstgrad             | Name                    | Datum                                  |
| ---------------------- | ----------------------- | -------------------------------------- |
| General der Infanterie | Ludwig von Falkenhausen | 18. August 1914 bis 18. September 1914 |